# Skalka (zámek, okres Rychnov nad Kněžnou)
Zámek Skalka je barokní zámek, který se nachází v obci Podbřezí v okrese Rychnov nad Kněžnou, 12 km severozápadně od Rychnova nad Kněžnou. Je chráněn jako kulturní památka České republiky.

## Historie
Původní tvrz se v pramenech poprvé připomíná roku 1360. Vlastníl ji Ješek a Půta ze Skalky, význam panství byl v zemědělském hospodářství. Hospodářský dvůr byl tehdy důležitý, ale i obytná část procházela vývojem. Na přelomu 16. a 17. století nahradila původní tvrz kamenná budova se dvěma patry sklepů vytesanými ve skále. Rytíři Ostrovští se po porážce stavovského povstání včas přidali po roce 1620 ke katolíkům a tak o svůj majetek nepřišli. Nepřežili však Bílou horu dlouho, jejich rod v roce 1646 vymírá po meči a sňatkem Skalku získal Jan Mladota ze Solopisk. Jeho potomci se proslavili zvyšováním poddanských břemen a utužováním nevolnictví v nejtěžším pobělohorském období. Jejich počínání jim přinášelo takové zisky, že si mohli postavit v Praze barokní palác a v létech 1736 až 1739 přestavět renesanční budovu zámek Skalka do dnešní raně rokokové podoby.[zdroj?] Tento typ rokokové architektury je v Čechách dosti vzácný a ojedinělý[zdroj?]. Zdejší kaple patří k největším zámeckým kaplím při srovnání s celou stavbou, její objem představuje téměř pětinu zámecké budovy. Mladotové ze Solopisk drželi Skalku až do roku 1800, kdy od nich zámek i s celým panstvím koupil František Gundakar kníže Colloredo-Mansfeld. Pravděpodobně ho zajímalo jen prosperující zemědělské panství. Další osud Skalky byl poznamenán častým střídáním majitelů, počítajících výnos z hospodářského dvora, který byl až do 18. století oddělen od vlastního zámku příkopem. Zámek sám déle než jedno století postupně chátral, teprve péčí státu se dočkal důkladné stavební obnovy i vhodné vnitřní expozice.
Nejrůznější památky a dokumenty v zámku ukazují život poddaného lidu i jeho častý odpor proti feudální vrchnosti v 17. a 18. století. Historický zámek byl opraven z prostředků státní památkové péče v 80. letech 20. století. V zámku byla muzejní expozice vycházející ze známého Jiráskova románu Temno, jehož konkrétní postavou byl též jeden z bývalých majitelů zámku Antonín Mladota ze Solopysk.
V roce 1973 byla do zámecké zahrady převezena část barokního schodiště od kostela Nanebevzetí Panny Marie z Neratova v Orlických horách, který podle tehdejšího rozhodnutí úřadů čekala demolice. Církev schodiště se čtyřmi sochami světců, pískovcovými vázami a balustrádou v 70. letech darovala státu.

### Po roce 1989
V restituci byl zámek vrácen dědicům poslední majitelky Emílie Martincové, kteří následně zámek prodali firmě Proteco, jejímiž majiteli jsou Libor Knap a Pěva Holancová. Zámek není veřejnosti přístupný.
Neratovská farnost a stát usilovaly o to, aby se schodiště od tamějšího kostela vrátilo z Podbřezí zpět na své místo. Noví majitelé zámku však nechtěli schodiště vydat, a spor tak skončil u soudu. Rychnovský okresní soud nejdříve přiřkl tuto památku státu, krajský soud se však ztotožnil s názorem odpůrců, podle nichž se neratovské schodiště stalo součástí pozemku v Podbřezí, jelikož bylo umístěno na betonový podklad. Právní zástupci státu se odvolali, a spor tak rozhodoval Nejvyšší soud. Ten nakonec rozhodl, že noví majitelé zámku schodiště vracet nemusí, protože je zabetonované. „Z čehož plyne poučení, že jestliže chcete něco ukrást, tak to ukradněte, zabetonujte a nemusíte to vracet,“ komentoval rozsudek neratovský farář Josef Suchár.